# Międzynarodowy Ruch Antynuklearny Nevada-Semipałatyńsk

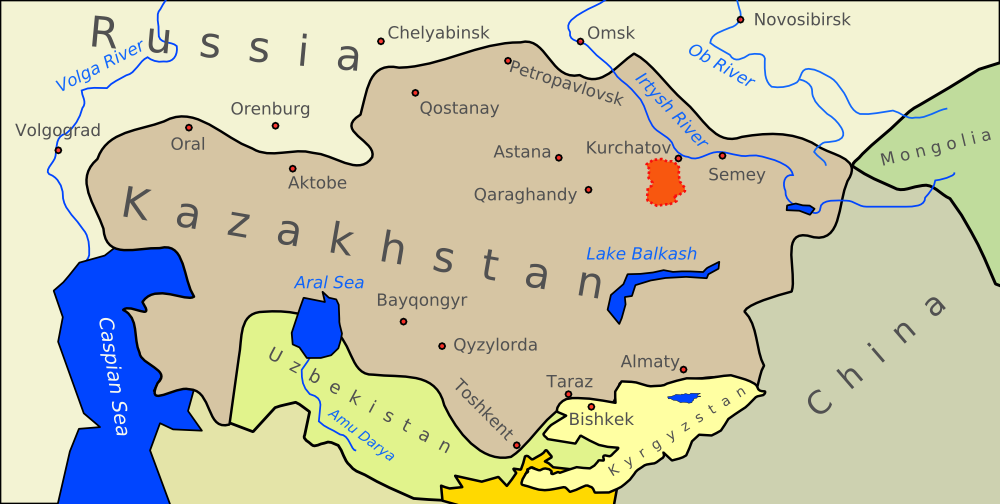
Poligon Semipałatyńsk zaznaczony na pomarańczowo

Międzynarodowy Ruch Antynuklearny Nevada-Semipałatyńsk – ruch antynuklearny powstały w 1989 roku w Kazachstanie.
Ruch był pierwszym dużym ruchem antynuklearnym na terenie Związku Socjalistycznych Republik Radzieckich. Ruch powstał w 1989 roku, na jego czele stanął kazachski pisarz Ołżas Sulejmienow. Ruch przyjął nazwę Nevada-Semipałatyńsk, aby solidaryzować się z ruchem antynuklearnym w USA. Działalność ruchu (m.in. pokojowe protesty) doprowadziła do zamknięcia poligonu nuklearnego w Semipałatyńsku, na którym przeprowadzono 456 prób jadrowych oraz dziesiątki prób hydrojądrowych i hydronamicznych, w wyniku których ucierpiała ludność cywlina. Łącznie na promieniowanie zostało narażonych ponad milion osób. 
Ruch domagał się kontroli nad toksycznymi i promieniotwórczymi odpadami, ochrony praw człowieka i rewitalizacji terenów dotkniętych przez testy atomowe; postulował również zakaz przeprowadzania prób jądrowych. Współcześnie ruch zajmuje się pokojowym zastosowaniem rozszczepiania atomu oraz rewitalizacją terenów sąsiadujących z dawnym poligonem. Według UNESCO ruch odegrał pozytywną rolę w zrozumieniu przez ogół społeczeństwa konieczności walki z zagrożeniami nuklearnymi.
Zbiór dokumentów audiowizulanych ruchu antynuklearnego Nevada-Semipałatyńsk przechowanych w Centralnym Archiwum Państwowym Republiki Kazachstanu i Centralnym Państwowym Archiwum Filmów, Dokumentacji Fotograficznej i Nagrań Dźwiękowych Republiki Kazachstanu trafił na listę programu UNESCO Pamięć Świata.